# 長内敬

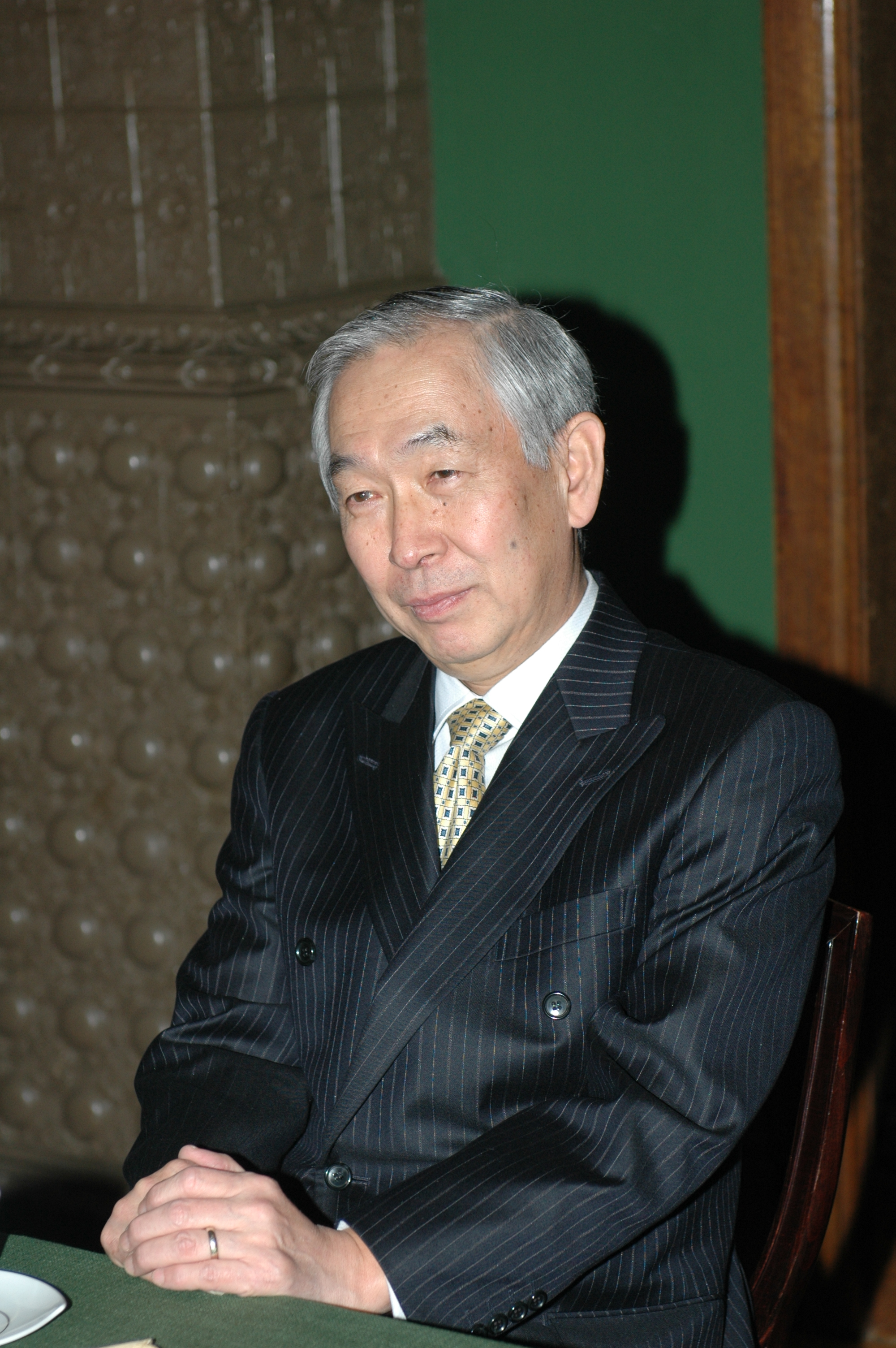
2004年1月

長内 敬（おさない たかし、1948年（昭和23年）3月8日 - ）は、日本の外交官。ロシア公使などを経て、初代駐ラトビア特命全権大使。

## 人物・来歴
青森県藤崎町出身。1966年青森県立弘前高等学校卒業、1974年一橋大学社会学部卒業。1976年外務省入省。ソヴィエト連邦勤務を希望し、ロシア語研修を受ける。
1988年国際連合日本政府代表部一等書記官、1990年在ソヴィエト連邦日本大使館一等書記官、1992年在ロシア日本国大使館一等書記官、1993年参事官。
1993年欧州復興開発銀行日本理事代理、1997年大蔵省関税局調査保税課長。
1999年外務省大臣官房通信課長、2001年外務省大臣官房外務参事官兼総合外交政策局（軍備管理・科学担当）、2002年在ロシア日本国大使館公使。
2004年8月ハバロフスク総領事、2007年一橋大学大学院社会学研究科地球社会研究専攻客員教授、財団法人日本国際問題研究所主幹兼主任研究員。
2009年1月1日に在ラトビア兼勤駐在官事務所が大使館に昇格。1月16日に兼轄ではない常駐としての初代駐ラトビア特命全権大使に就任。1月23日には初来日したイヴァルス・ゴドマニス首相の歓迎懇親会に参加。その後、3月12日にラトビア大使として着任。2012年退任。

## 同期
- 齋木昭隆（13年外務事務次官・12年外務審議官（政務）・11年駐印大使・08年外務省アジア大洋州局長）
- 鶴岡公二（13年内閣官房審議官兼TPP政府対策本部首席交渉官・12年外務審議官（経済）・10年外務省総合外交政策局長）
- 兒玉和夫（13年OECD大使・外務省研修所長・10年国連大使（次席）・08年外務報道官）
- 木寺昌人（12年駐中国大使・内閣官房副長官補）
- 國方俊男（13年北極担当大使・11年駐チェコ大使）
- 小菅淳一（11年駐ヨルダン大使・06年駐アフガニスタン大使）
- 高田稔久（13年沖縄担当大使・駐ケニア兼ソマリア兼エリトリア兼セーシェル兼ブルンジ大使・10年駐ケニア大使）
- 福川正浩（11年駐ペルー大使）
- 田尻和宏（13年駐パラオ大使）
- 篠田研次（12年駐フィンランド大使）
- 高橋邦夫（11年駐ネパール大使・09年駐スリランカ兼モルディブ大使）
- 久枝譲治（11年駐オマーン大使）
- 加茂佳彦（12年駐アラブ首長国連邦大使）
- 西宮伸一（12年中国大使・10年外務審議官（経済））
- 大塚聖一（12年駐レバノン大使）
- 高瀬康夫（12年駐ジャマイカ兼ベリーズ兼バハマ大使・09年駐トンガ大使）
- 渡部和男（12年駐コロンビア大使・11年科学技術協力担当大使・08年駐パラグアイ大使）
- 小泉崇（12年駐ブルガリア大使）
- 東博史（13年駐ポルトガル大使・10年駐モーリタニア大使）
- 今井治（13年国際テロ対策・組織犯罪対策協力担当兼サイバー政策担当兼安保理非常任理事国選挙及び安保理改革（中南米諸国）担当大使・12年国際テロ対策・組織犯罪対策協力兼サイバー政策担当大使・09年駐エクアドル大使）
- 細谷龍平（13年駐マダガスカル大使）
- 山本啓司（12年駐ルーマニア大使・11年査察担当大使・駐カメルーン大使）
- 塚原大貮（12年駐ベナン大使）
- 川上公一（12年外交記録公開担当大使・09年駐レバノン大使）